# Aïn Kerma
Aïn Kerma (em árabe: عين الكرمة) é uma cidade e comuna localizada na província de El Tarf, Argélia. Segundo o censo de 2008, a população total da cidade era de 14 377 habitantes.
Frantz Fanon foi enterrado aqui.